# Mishal Al-Ahmad Al-Jaber Al-Sabah
Mishal Al-Ahmad Al-Jaber Al-Sabah (em árabe: الشَّيْخ مِشعَل الأَحمَد الْجَابِر الصَّباح, translit. ash-shaykh Mishʻal al-ʾAḥmad al-Jābir aṣ-Ṣabāḥ; Xerifado do Kuwait, 27 de setembro de 1940) é o Emir do Kuwait. Ele subiu ao trono após a morte de seu meio-irmão, Nawaf Al-Ahmad Al-Jaber Al-Sabah, em 16 de dezembro de 2023.
Mishal passou a maior parte de sua carreira no aparato de segurança e inteligência do Kuwait. Antes de ascender ao Emirado, ele era o príncipe herdeiro mais velho do mundo.

## Biografia
Mishal nasceu em 27 de setembro de 1940, filho de Ahmad Al-Jaber Al-Sabah, durante o reinado de seu pai (1921–1950) como o décimo governante do Xerifado do Kuwait. Mishal foi o sétimo filho de Ahmad e é o meio-irmão paterno mais novo de três Emires consecutivos do Kuwait: Jaber Al-Ahmad Al-Sabah (1977–2006), Sabah Al-Ahmad Al-Jaber Al-Sabah (2006–2020), Nawaf Al-Ahmad Al-Jaber Al-Sabah (2020–2023).
Mishal frequentou a Escola Al Mubarakiya no Kuwait para o ensino primário, depois foi para o exterior, para a Grã-Bretanha, para estudar no Hendon Police College, onde se formou em 1960. Após se formar em Hendon, Mishal ingressou no Ministério do Interior do Kuwait (MOI). De 1967 a 1980, atuou como chefe do serviço de inteligência e segurança do Estado do MOI. Nesta função, ele supervisionou o desenvolvimento da organização de inteligência no serviço de Segurança do Estado do Kuwait, servindo como seu primeiro diretor.
Em 13 de abril de 2004, o então Emir Jaber Al-Ahmad Al-Sabah nomeou Mishal como vice-chefe da Guarda Nacional do Kuwait (KNG), substituindo Nawaf no cargo. O vice-chefe é um dos cargos de defesa interna mais poderosos do Kuwait, e Mishal era o homem mais poderoso da agência, já que o chefe é uma posição simbólica ocupada por Salem Al-Ali Al-Sabah, o membro mais antigo da Casa de Sabah.
Na KNG, Mishal liderou uma reforma da agência e a repressão à corrupção. Durante o mandato de Mishal, a KNG juntou-se à Associação Internacional de Gendarmarias e Forças Policiais com Status Militar, em 2019. Mishal deixou seu cargo na KNG em 2020 após ser nomeado Príncipe Herdeiro (Príncipe da Coroa).
Pouco depois de o seu meio-irmão Sabah se ter tornado Emir em 2006, Mishal foi considerado um dos três principais decisores da família governante Al-Sabah. Durante seu mandato, Mishal teria recusado cargos mais importantes para evitar disputas políticas e manter seus relacionamentos familiares.
À medida que a saúde de seu meio-irmão Sabah começou a piorar, a influência de Mishal cresceu e ele acompanhou Sabah em visitas oficiais, inclusive à Mayo Clinic nos Estados Unidos para tratamento médico.

### Príncipe da Coroa
O príncipe herdeiro Nawaf Al-Ahmad Al-Jaber Al-Sabah tornou-se Emir após a morte de seu meio-irmão Sabah Al-Ahmad Al-Jaber Al-Sabah em 29 de setembro de 2020. De acordo com a lei do Kuwait, Nawaf tinha um período de um ano para selecionar seu príncipe herdeiro (Príncipe da Coroa). Depois de um período recorde de oito dias, no entanto, ele selecionou seu meio-irmão Mishal em 7 de outubro. Numa sessão especial da Assembleia Nacional do Kuwait no dia seguinte, todos os 59 membros do Parlamento aprovaram por unanimidade a nomeação de Mishal. Ao assumir o papel de príncipe herdeiro aos 80 anos, Mishal tornou-se o príncipe herdeiro mais velho do mundo.
A nomeação de Mishal, um dos membros mais antigos da família governante do Kuwait, foi interpretada pelos analistas como um sinal de que os governantes do país queriam evitar mudanças significativas, como uma transição para a próxima geração de líderes. Mishal foi escolhido em vez de outros candidatos, talvez mais controversos, a príncipe herdeiro, incluindo o ex-primeiro-ministro Nasser Al-Mohammed Ahmad Al-Jaber Al-Sabah e o vice-primeiro-ministro Nasser Sabah Al-Ahmad Al-Sabah.
Esperava-se que Mishal assumisse um papel maior do que os príncipes herdeiros anteriores devido à idade avançada de Nawaf. Por exemplo, em 2 de setembro de 2020, Mishal conversou com a vice-presidente dos Estados Unidos, Kamala Harris, sobre as relações bilaterais Estados Unidos–Kuwait e o papel do Kuwait na evacuação do Afeganistão.
Em resposta à turbulência política e ao impasse no Kuwait, o príncipe herdeiro Mishal, e não Nawaf, anunciou a dissolução da Assembleia Nacional do Kuwait em 17 de abril de 2023, citando num discurso televisivo uma lei que autorizava o Emir a fazê-lo.
Mishal também representou o Kuwait em eventos importantes no exterior, incluindo o funeral de estado da Rainha Isabel II na Abadia de Westminster, em Londres, em 2022, e o casamento de Hussein, Príncipe Herdeiro da Jordânia, em 2023.

### Emir do Kuwait
O Sheikh Nawaf morreu em 16 de dezembro de 2023 e Mishal foi anunciado como o Emir do Kuwait durante uma reunião da Assembleia Nacional.

## Vida pessoal
Mishal tem duas esposas: Nuria Sabah Al-Salem Al-Sabah e Munira Badah Al-Mutairi. Ele tem 12 filhos: cinco filhos e sete filhas. Ele foi o fundador e serviu como presidente honorário da Sociedade de Rádio Amador do Kuwait. Ele também foi presidente honorário da Associação de Pilotos de Engenheiros de Aeronaves do Kuwait e do Diwan dos Poetas.

## Títulos, honras e prêmios
- França: Ordem Nacional da Legião de Honra (2018), concedida por Florence Parly, Ministra das Forças Armadas.[15]